# Джимат
Джимат (караїм. Jymat — комуна, зібрання) — караїмська громада. Спочатку релігійні збори дорослих чоловіків, з часом він став терміном для місцевої етнічної спільноти караїмів у Східній Європі. Зазвичай його очолював гахам або провідник молитви газзан.
У Речі посполитій було близько 30 джиматів. Вони користувалися захистом польських королів та великих князів литовських, про що свідчать надані їм привілеї. Під час розділів Речі посполитої караїмські спільноти в Галичі та Кукізові опинились в австрійській державі, а громади в Литві та Волині — російській, відповідно до законодавства цих держав. Останні були з 1850 р. під владою гахана, що проживав у Євпаторії в Криму, з яким діяла Караїмська канцелярія. У 1857 р. в Тракаї було створено окремий офіс гахана. У другій Польської Республіці, були джимати в Тракаї, Вільні, Луцьку і Галичі. Після 1945 року з'явилися нові у Варшаві, Тримісті, Вроцлаві та Ополі (останні зникли).